# 邢文之
邢文之主教（1963年4月17日—），曾是天主教上海教区辅理主教，被迫向罗马教廷辞职。
1963年4月17日，邢文之出生在山东省天主教周村教区的一个虔诚的天主教教友家庭。1983年9月进入上海佘山修院。1989年从修院毕业。1990年晋铎，在修院服务工作。1996年加入上海教区。1997年起任松江本堂神父，兼修院神师。1998年至2003年当任上海教区副主教。2003年至2004年在美国留学。
2005年6月28日，由上海教区金鲁贤主教主礼，周村教区马学圣主教和宁波教区胡贤德主教襄礼，被祝圣为上海教区辅理主教。2009年下半年，上海教区助理主教金鲁贤再次任命邢文之辅理主教为佘山修院院长，以取代前任院长方祖耀神父。
邢文之辅理主教的祝圣得到了罗马天主教会圣座和中华人民共和国政府的双重认可，因此也就得到了地上与地下教友的普遍认可。外界有评论认为他很有可能成为上海教区正权主教的接班人。但也有意见认为，由于邢文之辅理主教在被祝圣后，拒绝参与2006年由中国天主教爱国会安排的不被教廷认可的天主教安徽教区主教刘新红的祝圣典礼，引起了政府当局的不满，因此这很有可能成为其接任的障碍所在。
圣座驻菲律宾大使馆的领事、驻港中国事务特别代办尤安泰蒙席曾对一位旅欧的上海神父表示，虽然邢文之主教的辞职，导致他已经与上海教区没有任何行政关系，但他仍具有主教的神权。